# Grigori Gagarin
El príncipe Grigori Grigórievich Gagarin (en idioma ruso: Григорий Григорьевич Гагарин, San Petersburgo, 11 de mayo de 1810 - Châtellerault, 30 de enero de 1893) fue un pintor ruso, general y diplomático.

## Biografía

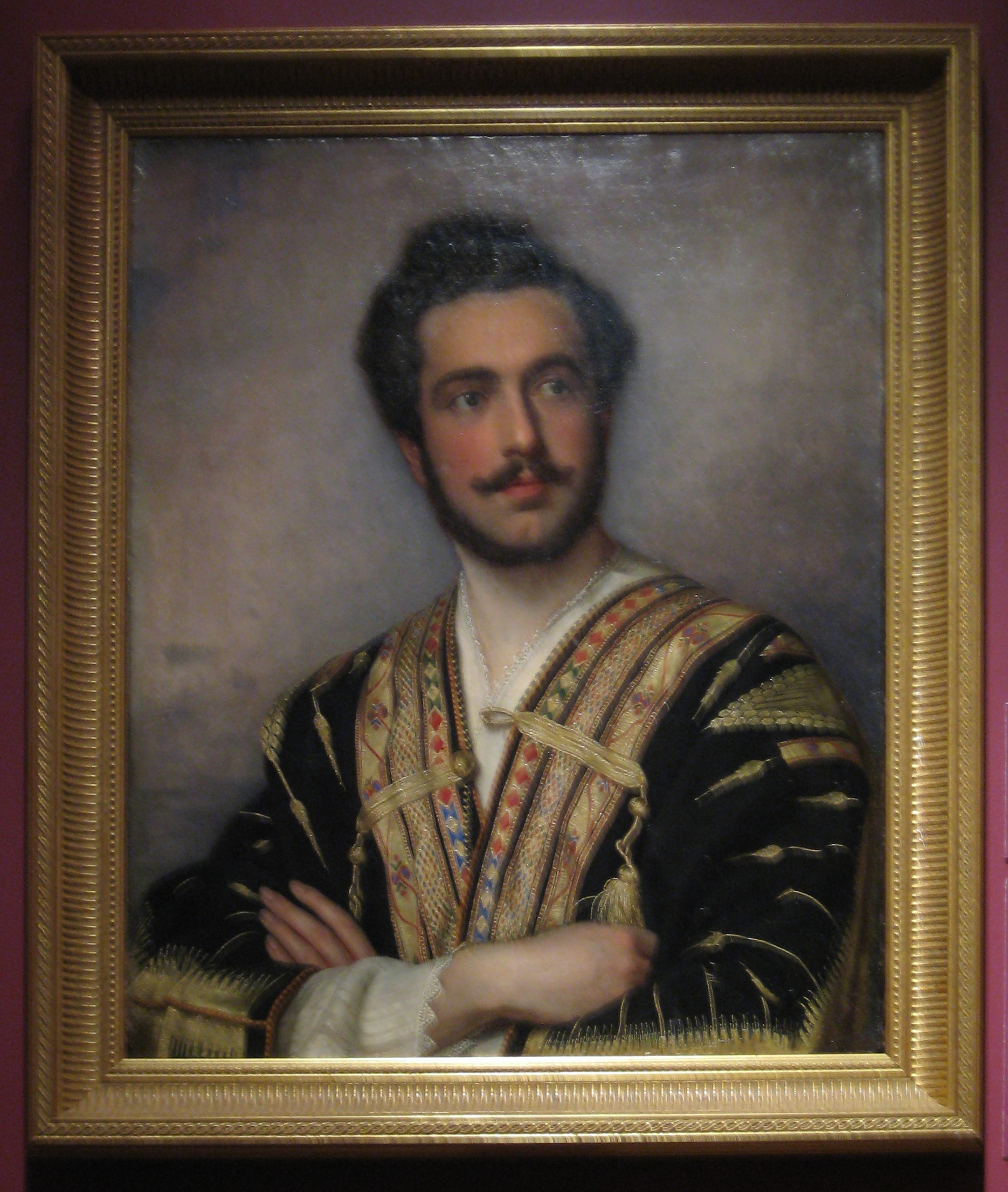
Grigori Gagarin de joven.

Grigori Gagarin nació en San Petersburgo en el seno de la noble familia principesca Rurikid Gagarin. Su padre, el príncipe Grigori Ivánovich Gagarin (San Petersburgo, 17 de marzo de 1782 - Tegernsee, 12 de febrero de 1837), fue diplomático ruso en Francia y, más tarde, embajador en Italia; su padre se casó en 1809 con la que fue su madre Yekaterina Petrovna Sojmonova (San Petersburgo, 23 de mayo de 1790 - Moscú, 27 de febrero de 1873). Así, hasta los 13 años el niño estuvo con su familia en París y Roma y luego estudió en el colegio Tolomei de Siena. Grigori no recibió una educación artística formal, sino que tomó clases particulares del famoso pintor ruso Karl Briulov, que en ese momento vivía en Italia.
En 1832 regresó a San Petersburgo, conoció a Aleksandr Pushkin e ilustró sus obras La dama de picas y Cuento del zar Saltán, y se hizo cercano al Círculo de los dieciséis y Mijaíl Lérmontov.
Trabajó como diplomático ruso en París, Roma y Constantinopla; permaneció dos años en Múnich. En 1839, tras su regreso a Rusia, viajó de San Petersburgo a Kazán junto con el escritor ruso Vladímir Sollogub. Sollogub escribió la novela Tarantas sobre este viaje, y Gagarin lo ilustró.

## Guerra del Cáucaso

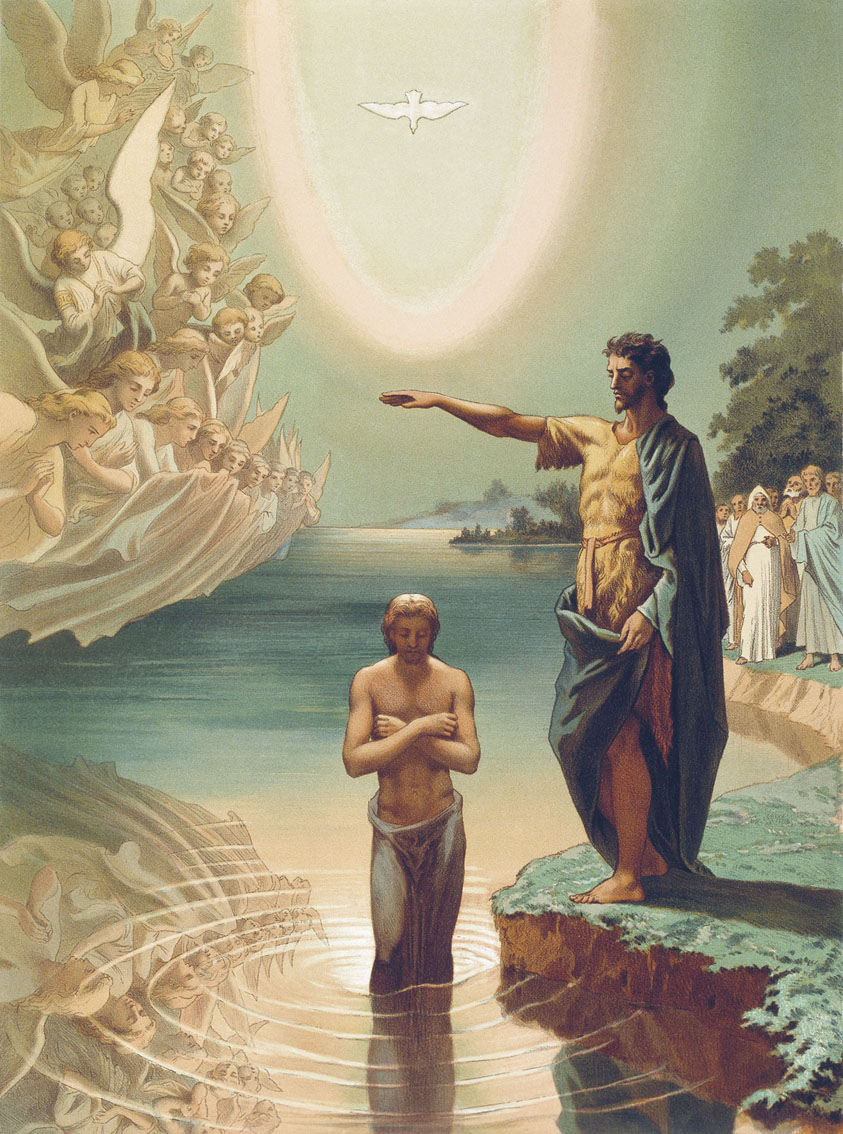
Bautismo de Jesús de Gagarin.

Gagarin continuó su amistad con  Lérmontov. En 1840 siguió al exiliado  Lérmontov al Cáucaso en el Regimiento de Tengin durante la Guerra del Cáucaso. Según D.A. Stolypin, vivían juntos en la misma tienda. Participaron en las operaciones contra los Gortsy, los nativos que habitan en las montañas del Cáucaso, pero también continuaron su trabajo creativo. Se conocen algunas obras de arte con la etiqueta «Lermontoff delineavit, Gagarin pinxit» (Lérmontov dibujó, Gagarin pintó). En 1841, Lérmontov fue asesinado en un duelo, pero Gagarin continuó su servicio militar.
En 1842 participó en la expedición del general Chernyshyov en Daguestán y sirvió con los dragones hasta 1848. Recibió algunas condecoraciones de valentía y los rangos militares de rittmeister y coronel.
Gagarin se casó dos veces. Su primera esposa fue Anya Nikolaievna Dolgorukova (1823-1845), con quien tuvo una hija, la princesa Ekaterina Grigoryevna Gagarina (1844-1920). El 29 de agosto de 1848 se casó con Sofiya Andreievna Dashkova (7 de julio de 1822 - 20 de diciembre de 1908), hija de Andrei Vasiliyevich Dashkov y sobrina de Dmitri Vasiliyevich Dashkov, exministro de justicia.
En 1848-1855 vivió en Tiflis sirviendo bajo Mijaíl Vorontsov. Entre las tareas militares y administrativas, Gagarin hizo muchos trabajos para la ciudad. Allí construyó un teatro, puso frescos en la Catedral de Sioni, Tiflis y restauró frescos de las antiguas catedrales georgianas, incluido el monasterio de Betania. En este momento nacieron los primeros hijos de su segundo matrimonio: el príncipe Grigory en 1850; la princesa Mariya ( Tiflis , 14 de junio de 1851 - Cannes, 2 de agosto de 1941), de cuyo matrimonio con Mijaíl Nikolaievich Raievsky (1841-1893) tuvo junto a otros siete hijos, a Irina Mikhailovna Raievskaya, la esposa morganática de George, duque de Mecklemburgo; y la princesa Anastasia en 1853.

## Academia Imperial de las Artes
En 1855, Grigori se mudó a San Petersburgo para trabajar con la Gran Duquesa María Nikolayevna, Duquesa de Leuchtenberg, quien era la presidenta de la Academia Imperial de las Artes. Aquí nacieron otros dos hijos: el príncipe Andrei en 1856; y el príncipe Alexander en 1858.
En 1858 Gagarin recibió el rango militar de General Mayor. En 1859 se convirtió en el vicepresidente de la Academia Imperial de las Artes, y permaneció allí hasta 1872. Su última hija, la princesa Nina, nació en 1861.
Algunas fuentes lo enumeran como el presidente de la Academia, probablemente considerando que la Gran Duquesa es súnicamente un jefe formal de la institución. Como vicepresidente de la Academia, Gagarin apoyó el «estilo bizantino» ( renacimiento ruso ). Construyó el «Museo de Arte Cristiano Temprano» en la Academia. Gagarin también continuó apoyando la poesía de Lérmontov, escenificando el Demonio de Lermontov en el Teatro del Hermitage (1856).
Gagarin murió en Châtellerault, Francia en 1893.

## Obras

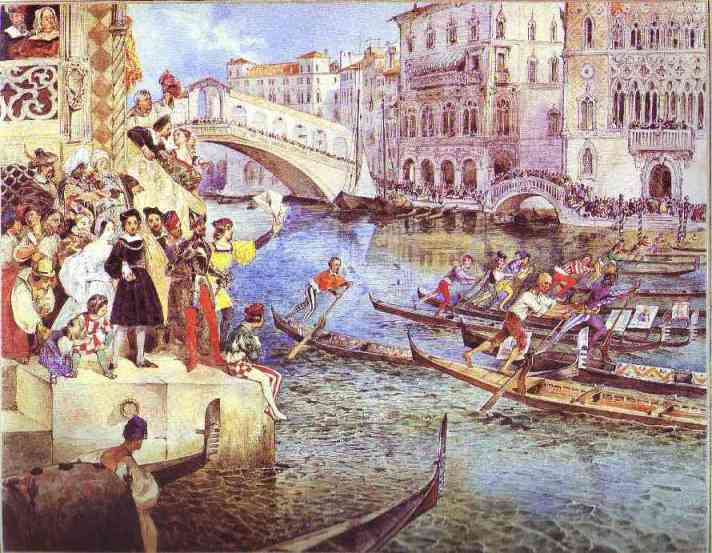
Carreras de góndolas en el Gran Canal en Venecia, alrededor de 1830.
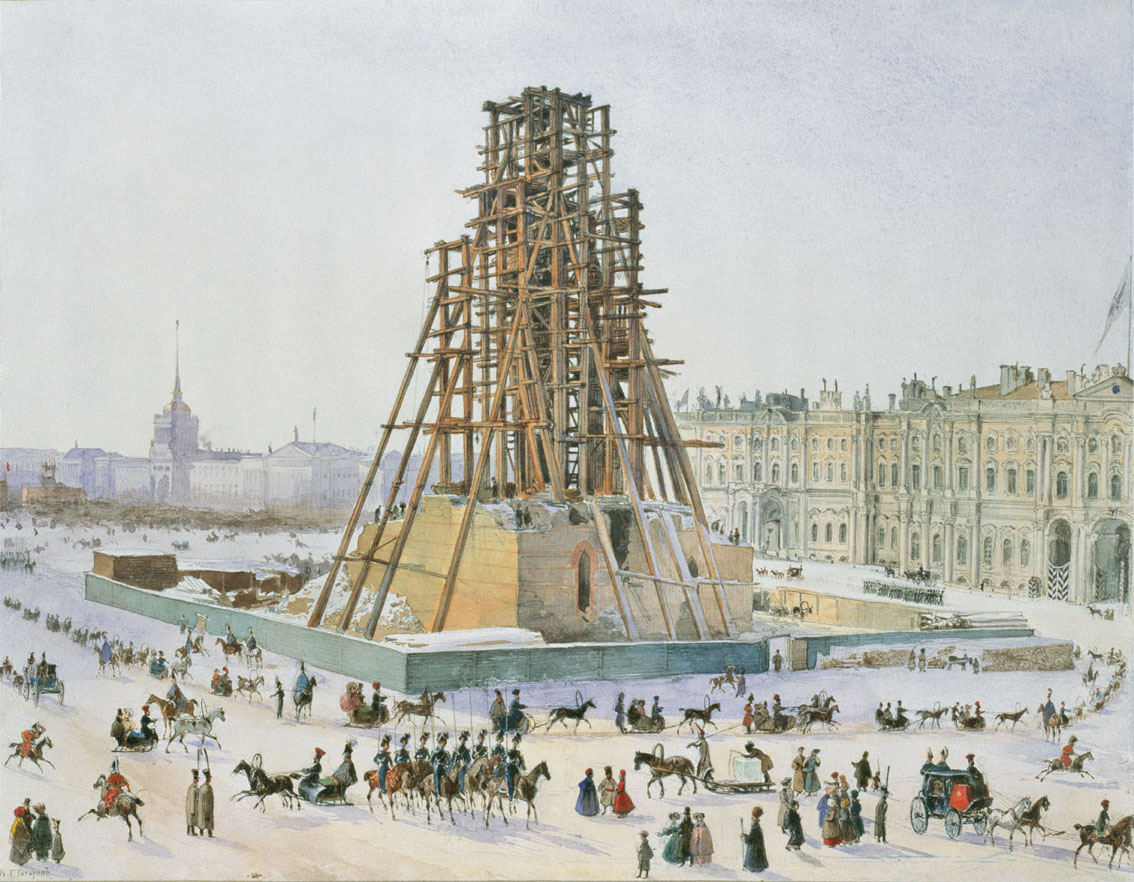
La columna de Alejandro en andamio (1832-1834).
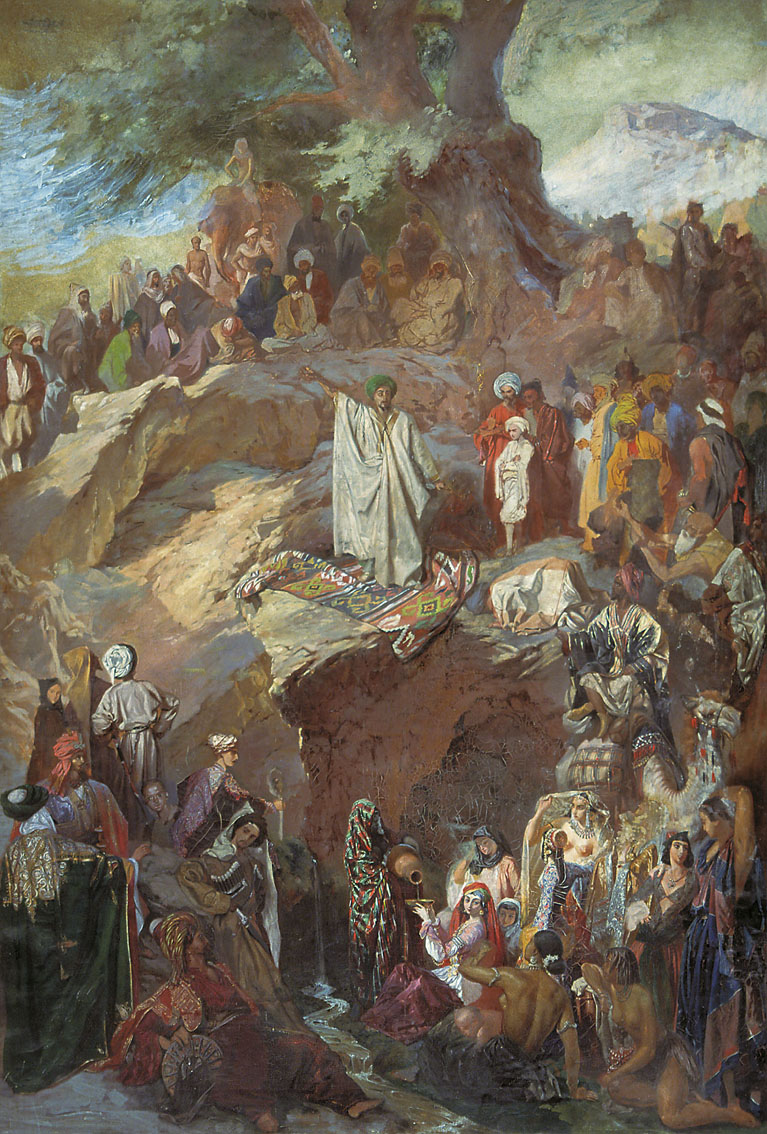
La predicación de Mahoma (1840-1850).
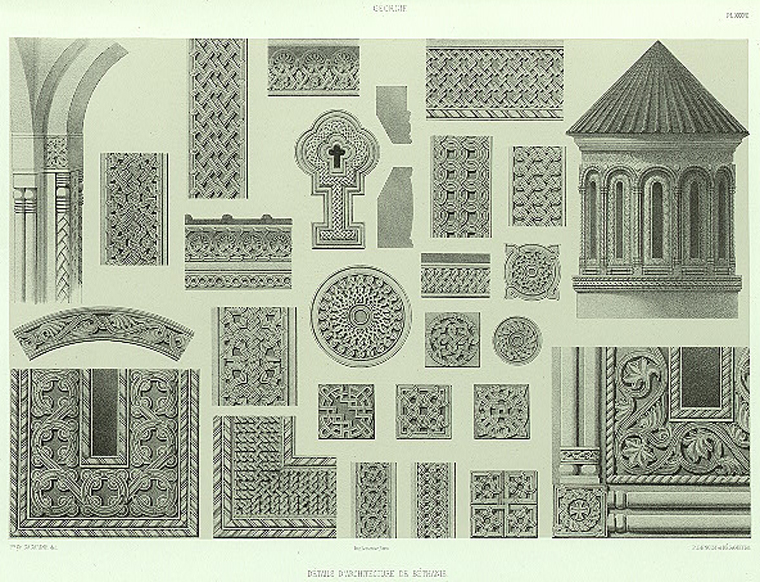
Detalles arquitectónicos de Betania, por el príncipe Gagarin, (1847).
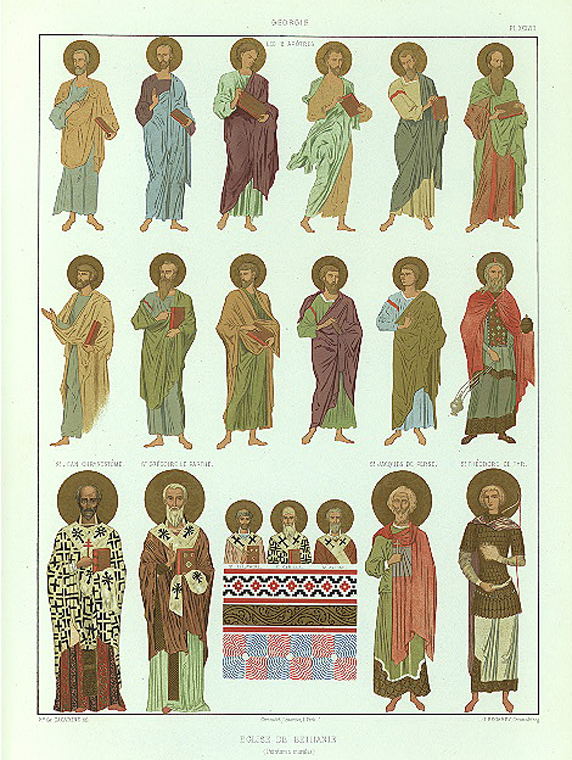
Murales del monasterio georgiano de Betania.
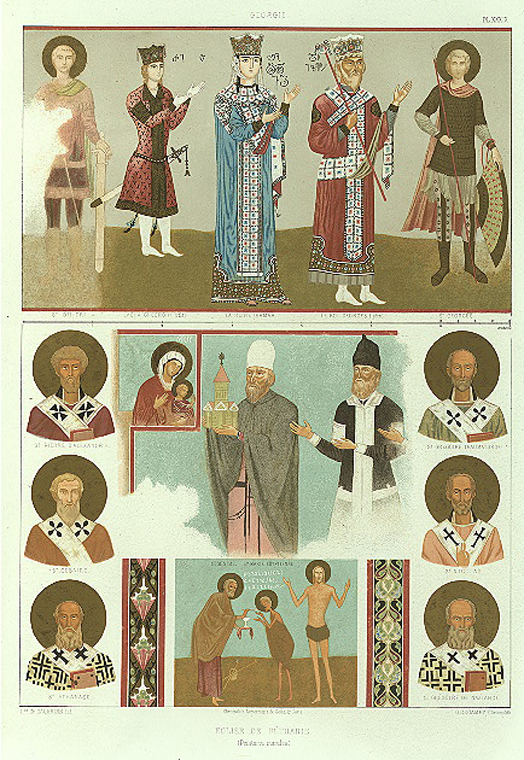
Murales del monasterio georgiano de Betania que representan a la reina georgiana Tamara de Georgia y su padre, el rey Jorge III de Georgia, (1847).